# Florida State Road 10
Die Florida State Road 10 (kurz FL 10) ist eine in West-Ost-Richtung verlaufende State Route im US-Bundesstaat Florida.

## Streckenverlauf
Die State Road beginnt an der Grenze zu Alabama, etwa 20 Kilometer nordwestlich von Pensacola. Anschließend führt die Straße weitestgehend parallel zur Interstate 10 über Tallahassee, Lake City und Jacksonville nach Atlantic Beach, wo sie auf die State Road A1A trifft und endet.
Fast vollständig entspricht die State Road dem Streckenverlauf des U.S. Highways 90 in Florida und ist hier gänzlich unbeschildert. Lediglich auf den letzten 25 Kilometern von Jacksonville nach Atlantic Beach, wo sie Atlantic Boulevard genannt wird, trennt sich die State Road vom Highway; dieser nimmt einen südlicheren Verlauf und endet in Jacksonville Beach.